# Fabian Biörck
Carl Fabian „Fabbe” Biörck (Jönköping, 1893. október 21. – Malmö, 1977. szeptember 27.) olimpiai bajnok svéd tornász.
Az 1920. évi nyári olimpiai játékokon indult tornában és a svéd rendszerű csapat összetettben aranyérmes lett.
Klubcsapata a Jönköpings GF volt.